# Олык Ипай
О́лык Ипа́й (в переводе с мар. Ипай Луговой; настоящее имя Ипа́тий Степа́нович Степа́нов, 24 марта 1912, Тойметсола, Кумужъяльская волость Царевококшайского уезда Казанской губернии — 11 ноября 1937, Йошкар-Ола) — марийский поэт, прозаик, драматург, журналист, переводчик.

## Биография
Родился в крестьянской семье.
После окончания сельской школы окончил Марийский педагогический техникум (1930), два года учился во Всесоюзном институте кинематографии в Москве, учёбу в котором не смог завершить из-за болезни.
С 1933 года сотрудник газеты «Рвезе коммунист» («Молодой коммунист»), ответственный секретарь журнала «У вий» (1935—1937).
Жизнь поэта оборвалась в 1937 году, его в числе многих других обвинили в «национализме», «шпионаже», арестовали и расстреляли 11 ноября того же года. Его прах, возможно, покоится в Кокшайском лесу (ныне Мендурское кладбище).

## Литературная деятельность
Член Союза писателей СССР с 1934 года. Литературной и журналистской деятельностью занимался примерно с середины 1920-х годов, поначалу прославился как селькор и автор стихотворений-песен.
За 6 лет творческой работы выпустил 9 книг стихов. В 1931 году вместе с поэтом и актёром Й. Кырлёй издал сборник стихов «Ме ударне улына» («Мы — ударники»).
В историю марийской литературы вошёл как поэт-новатор, разработавший силлабо-тоническое стихосложение для марийской поэзии. Расширил жанровые разновидности поэзии: писал сонеты, терцины, октавы, триолеты, газели, рубаияты.
Создал ряд сказаний и поэм на фольклорные сюжеты: поэмы-сказки «Айдар», «Пире» («Волк»), «Янай — Аргемблатын эргыже» («Янай — сын Аргемблата»), сказание «Актуган».
Один из авторов (вместе с С. Г. Чавайном и Шабдаром Осыпом) эпической поэмы «Песнь о богатыре Чоткаре» о судьбе марийского народа в форме поэтического письма И. В. Сталину (1936).
Известен и как прозаик, драматург, автор рассказов и историко-революционной драмы «Шӧртньӧ ӱжара» («Золотая заря») (1936) о событиях 1905 года в Марийском крае.
В 1936—1937 годах трудился над романом в стихах «Илыш» («Жизнь»).
Произведения О. Ипая ещё при жизни публиковались в журнале «Огонёк», на страницах изданий Горьковского края. Некоторые стихотворения на русский язык поэт перевёл сам. После реабилитации его произведения издавались отдельными книгами, переводились на языки народов СССР, были изданы в Венгрии.
В переводе поэта на марийском языке изданы сборники стихов и поэм А. Пушкина, Н. Некрасова, В. Маяковского, Э. Багрицкого. Им совместно с М. Казаковым и А. Эрыканом переведены драма «Русалка» А. Пушкина, пьеса «Слава» В. Гусева.

## Основные произведения
Список основных произведений:

### На марийском языке
- Ме ударне улына: почеламут-влак (Мы — ударники: стихи). М., 1931. 68 с.
- Пеледме жап: почеламут-влак (Время расцвета: стихи). М.. 1932. 168 с.
- Рвезе коммунар: почеламут-влак (Юный коммунар: стихи). М., 1932. 136 с.
- Курым муро: почеламут-влак (Песни эпохи: стихи). Йошкар-Ола, 1933. 62 с.
- Йолташем: почеламут-влак (Мой товарищ: стихи). Йошкар-Ола, 1933. 44 с.
- Ме: почеламут-влак (Мы: стихи). М.. 1934. 72 с.
- Пиал: почеламут-влак (Счастье: стихи). М.. 1935. 80 с.
- Пионер муро: почеламут-влак (Пионерские песни: стихи). Йошкар-Ола, 1935. 24 с.
- Пелед: почеламут-влак (Цвети: стихи). Йошкар-Ола, 1936. 132 с.
- Пеледме жап: почеламут-влак (Время расцвета: стихи). 1957. 112 с.
- Почеламут ден поэма-влак (Избранные стихи и поэмы). Йошкар-Ола, 1972. 320 с.
- Чевер тӱня — кугу поэме: почеламут, йомак, поэме (Прекрасной Вселенной большая поэма: стихи, сказка, поэма). Йошкар-Ола, 2004. 144 с.

### В переводе на русский язык
- Песня о богатыре Чоткаре: поэма / пер. Е. Долматовского, К. Симонова. Йошкар-Ола, 1937.
- Начало поэмы; Думы Йынаша; Горят лампочки Ильича: стихи / пер. В. Державина, А. Ойслендера // Марийская поэзия. М., 1960. С. 163—174.
- Спой, любимая; Горят лампочки Ильича / пер. В. Панова, А. Ойслендера // Лирика: стихи мар. поэтов. Йошкар-Ола, 1977. С. 11—15.
- Время расцвета: стихи, поэмы, сказки / пер. А. Смольникова. Йошкар-Ола, 1979. 128 с.
- Наш Киров жив: стихи // Заболотский В. Встреча с юностью: стихи и переводы. Горький, 1981. С. 38.
- Горят лампочки Ильича: стихи / пер. А. Ойслендера // Песня, ставшая книгой: рождённая Октябрём поэзия. М., 1982. С. 360—361.
- Время расцета: стихи, поэмы, сказки / пер. А. Смольникова. Йошкар-Ола, 1984. 160 с.
- Думы Йынаша; Сердце жизни; Славно луг наш зеленеет: стихи / пер. А. Смольникова // Соловьиный родник. Йошкар-Ола, 1984. С. 66—72.

### В переводе на венгерский язык
- Счастье; Цветёт земля: стихи / пер. на венгр. Д. Тандора // Медвеенок. Будапешт, 1975. С. 739—741.

### В переводе на чувашский язык
- Закрыв на мгновение глаза…: стихи / пер. на чуваш. Н. Сандрова // Наша славная семья. Чебоксары, 1986. С. 78

## Память
Реабилитирован в 1956 году.
Именем Олыка Ипая были названы:
- Улицы в Йошкар-Оле (с 1975 года), в деревне Тойметсола Моркинского района Марий Эл.
- Кумужъяльская школа Моркинского района (2002).
- Премия Марийского комсомола (с 1968 года, ныне — Государственная молодёжная премия Марий Эл в области литературы, культуры и искусства).

О. Ипаю посвятил своё стихотворение «Закрою на мгновение глаза…» (1962) первый народный поэт из мари М. Казаков, который был знаком с ним лично.